# Циклоп (персонаж)
Циклоп (англ. Cyclops), справжнє ім'я Скотт Саммерс (англ. Scott Summers) — вигаданий персонаж американських коміксів видавництва Marvel Comics. Циклоп є одним із засновників вигаданої команди супергероїв Люди Ікс. Персонаж був створений сценаристом Стеном Лі та художником і співавтором Джеком Кірбі. Вперше з'явився в коміксі The X-Men #1.

## Вигадана біографія
Історія Циклопа зазнала різноманітних змін, як незначних, так і великих. Центральним фіксованим елементом є історія походження персонажа. Бувши маленьким хлопчиком, Скотт Саммерс став сиротою після того, як побачив, як його батьки гинуть в авіакатастрофі. Вижили єдині Скотт і його брат Алекс. Їхні батьки помістили двох хлопчиків у єдиний доступний парашут і змусили їх вистрибнути з літака безпосередньо перед катастрофою. Хлопці стають підопічними держави та розлучаються. Коли сили Скотта нестримно проявляються, він тікає з сирітського будинку й блукає, перш ніж Чарльз Ксав’єр взяв його під опіку.

## Історія публікації
Циклоп уперше з'явився в коміксі The X-Men #1 (вересень 1963). Його створили Стен Лі й Джек Кірбі. Основний персонаж серії коміксів про Людей Ікс. Лі казав, що Циклоп і Звір були його найулюбленішими Людьми Ікс. Спочатку The X-Men #3 персонаж мав ім'я Слім Саммерс, але потім його ім’я було змінено на Скотт, а Слім стало псевдонімом.

## Колекційні видання

### Мінісерії
| Назва                | Матеріали                              | Дата публікації | ISBN                |
| -------------------- | -------------------------------------- | --------------- | ------------------- |
| Cyclops: Retribution | Marvel Comics Presents (vol. 1) #17–24 | 1 січня 1994    |                     |
| X-Men Icons: Cyclops | Cyclops (vol. 1) #1–4                  | 1 квітня 2004   | ISBN 978-0785108719 |
| Death of X           | Death of X #1–4                        | 14 березня 2017 | ISBN 978-1302903374 |

### Перші серії
| Назва                                     | Матеріали              | Дата публікації | ISBN                |
| ----------------------------------------- | ---------------------- | --------------- | ------------------- |
| Cyclops, Volume 1: Starstruck             | Cyclops (vol. 3) #1–5  | 30 грудня 2014  | ISBN 978-0785190752 |
| Cyclops, Volume 2: A Pirate's Life for Me | Cyclops (vol. 3) #6–12 | 14 липня 2015   | ISBN 978-0785190769 |

### Серії про Циклопа й Фенікс
| Назва                                        | Матеріали | Дата публікації | ISBN                |
| -------------------------------------------- | --- | --------------- | ------------------- |
| X-Men: The Adventures of Cyclops and Phoenix | The Adventures of Cyclops & Phoenix #1-4, The Further Adventures of Cyclops & Phoenix #1-4, Marvel Valentine Special #1 | 2018            | ISBN 978-1302913793 |